# Belgica albipes
Belgica albipes är en tvåvingeart som först beskrevs av Seguy 1965.  Belgica albipes ingår i släktet Belgica och familjen fjädermyggor.
Artens utbredningsområde är Crozetön. Inga underarter finns listade i Catalogue of Life.